# 岑姓
岑姓为中文姓氏之一，在宋版《百家姓》中排名第67位。在中国大陆姓氏人口排行榜上名列第295位，人口约52.6万人，约占中国大陆人口总数的0.037%。

## 起源
- 出自姬姓，據《通志·氏族略》記載，周文王封其异母弟耀之子渠為子爵，封地为岑国，世稱岑子，其後世子孫遂以岑為姓。于南阳郡发展成望族，世称“南阳望”。

- 出自壯族，是壯族的黄氏、韦氏、侬氏、莫氏、岑氏五大姓，多为历代部落首领土官世家。多有称祖先是外迁而来，如泗城壮族岑氏，就称其先祖岑仲淑是浙江余杭人，[1]。

## 遗址遗迹
- 岑公祠，位于河南省新野县，为纪念东汉名将岑彭而修建，初建于公元35年，重修于宋、明、近代。
- 岑氏祖庙，位于河南省新野县，系岑彭公庄园家庙，现存房屋20余间，香火甚旺。

## 軼事
中国人民解放军空政文工團有一位名叫岑榮端的廣西籍女演員，在陪毛澤東跳舞時，毛澤東問起了她的姓名和籍貫。聽說她姓岑，是廣西人後，毛澤東沉思片刻，用肯定的語氣說：「你是壯族。」岑榮端辯解道：「我不是壮族，是漢族。」毛澤東語氣變得更加肯定：「你是壯族。不信，你回去問問你的父母親。」 岑榮端很是納悶，自言自語道：「我參軍以後一直填寫的是漢族，怎麼變成壯族了呢？」 
過了幾天，岑榮端再次來到中南海，一見到毛澤東，就激動地說：「主席，我問了我的爸媽，我們家祖先就是壯族。」 毛澤東微笑著說：「我說你是壯族，你還不信。」 「主席，你怎麼知道我是壯族的呢？」 聽了岑榮端的問話，毛澤東點上一支香煙，笑而不答。

## 外部連結
[在维基数据编辑]
 《百家姓》
 《欽定古今圖書集成·明倫彙編·氏族典·岑姓部》，出自陈梦雷《古今圖書集成》